# 셀리게리아과
셀리게리아과(Seligeriaceae)는 고깔바위이끼목에 속하는 이끼과의 하나이다. 셀리게리아목(Seligerales)의 유일한 과로 분류하기도 한다.

## 하위 속
- Blindia
- Brachydontium
- Hymenolomopsis
- Seligeria
- Trochobryum
- Valdonia